# Oceania (1984)

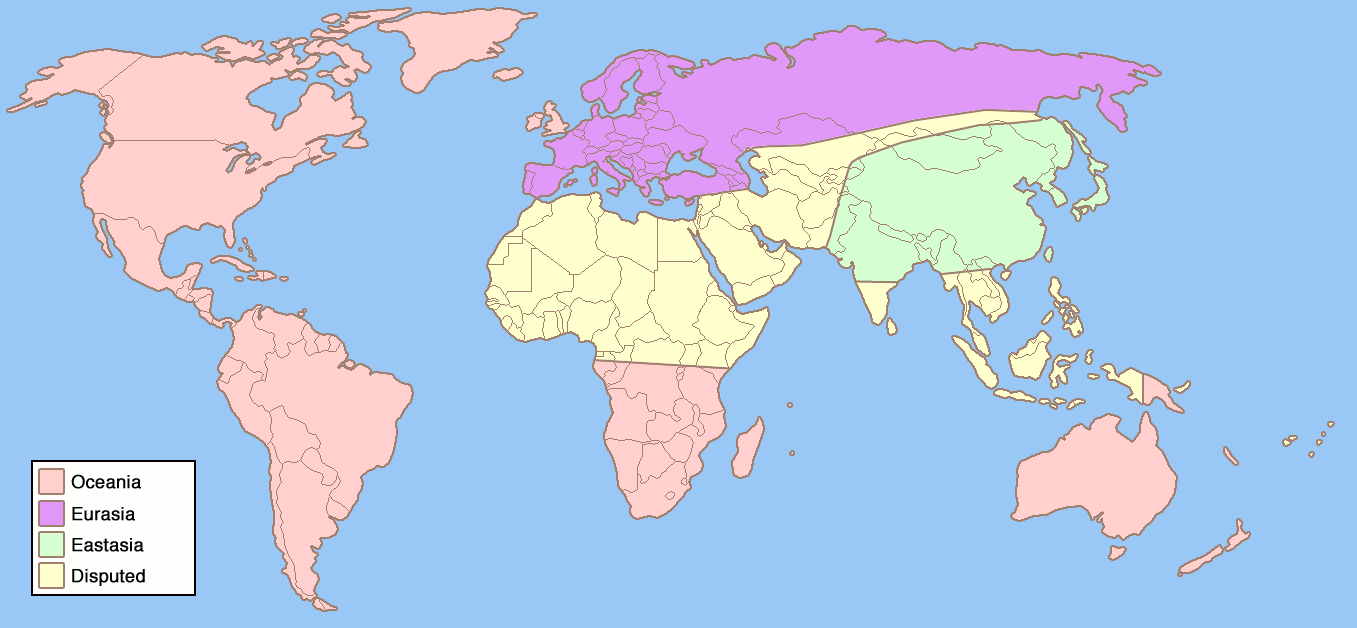
En aquest mapa es pot veure l'extensió territorial d'Oceania acolorida en vermell.

Oceania és un dels tres superestats que hi ha al món de la novel·la "1984" de George Orwell, i que conté la ciutat on se situa l'obra, Londres.
Aquest gran estat el componen les Amèriques, les Illes Britàniques, Austràlia, Nova Zelanda, Papua Nova Guinea i la meitat d'Àfrica, al sud del Riu Congo. També controla les regions polars, l'Índia i les illes del Pacífic, malgrat que la sobirania sobre aquestes regions va canviant segons els avenços que es van produint en el transcurs de la inacabable guerra que té contra Euràsia i Àsia Oriental. El llibre d'Emmanuel Goldstein diu que va ser creat amb l'annexió de l'imperi Britànic per part dels Estats Units.
Durant la seva història de vegades va arribar a annexar-se la resta d'Àfrica, però avui en dia Euràsia hi manté el control. Oceania no té una sola capital, sinó que posseeix diverses capitals regionals. Així doncs, Londres és la capital de la zona anomenada Pista d'Aterratge Número 1, és a dir, allò que abans es coneixia sota el nom d'Illes Britàniques.
La doctrina que governa Oceania és el Socang (Ingsoc), una forma derivada del socialisme anglès. El seu líder és el Gran Germà, que possiblement en realitat només sigui la personificació d'un concepte abstracte creada per l'estat, i a qui s'atribueix el màxim poder i la major virtut. El culte a la personalitat existeix en aquest superestat basant-se en el fet que és més fàcil posseir sentiments elevats i reverents cap a un individu poderós que cap a una organització - idea que a l'època en què es va publicar el llibre havia estat, i encara era palpable.
Les llengües oficials i majoritàries d'Oceania són l'anglès - que té la denominació oficial de Vellaparla - i una creació minimalista de la primera, amb fortes inflexions ideològiques, anomenada Novaparla, que s'intenta imposar en els ciutadans. La Novaparla està estructurada de tal manera que no existeixi cap forma d'expressar-hi un pensament polític diferent al que imposa Oceania.